# Blockhead

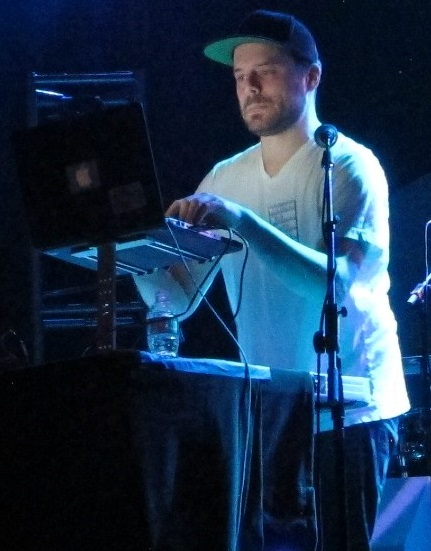
Blockhead 2014

Blockhead, eigentlich Anthony Simon, Spitzname Tony Simon (geb. 1976) ist ein US-amerikanischer Hip-Hop-Produzent und elektronischer Musiker. Er steht beim Label Ninja Tune unter Vertrag und arbeitet des Weiteren mit dem Hip-Hop-Label Definitive Jux und Aesop Rock zusammen.

## Leben
Anthony Simon wurde in Manhattan als Sohn des New Yorker Bildhauers Sidney Simon und der Sozialarbeiterin Renee Adrianc geboren. Seit 1997 arbeitet er aktiv als Musiker. Er hat einen Bruder und fünf Halbgeschwister aus der ersten Ehe seines Vaters.
Nach ersten Versuchen als Hip-Hop-MC entschied er sich für die Arbeit hinter den Kulissen und begann als Produzent zu arbeiten. Hierfür benutzte er den für Hip-Hop typischen Sampler in Verbindung mit Vinyl-Schallplatten. Bei dem Album Music by Cavelight treten jedoch auch Gastmusiker wie der Bassist Damien Paris oder Omega One an den Turntables auf. Seine erste offizielle Produktion erschien 1999 auf einer Veröffentlichung von Aesop Rock. Sein erstes eigenes Album Music by Cavelight wurde am 24. März 2004 von Ninja Tune veröffentlicht.
Seit 2013 bilden er und Rapper Illogic das Duo Illogic & Blockhead. Bisher gab es unter diesem Projektnamen vier Veröffentlichungen, alle über das Label Man Bites Dog Records.

## Diskografie

### Produktionen
- 1999: Appleseed (EP) (Aesop Rock)
- 2000: Float (Mush Records)
- 2001: Labor Days (Definitive Jux)
- 2002: Daylight (Definitive Jux)
- 2003: Bazooka Tooth (Definitive Jux)
- 2004: Aesop Rock Instrumentals (12″ Ninja Tune)
- 2005: Fast Cars, Danger, Fire and Knives (Definitive Jux)
- 2007: None Shall Pass (Definitive Jux)

### Soloalben
- 2004: Music by Cavelight (Ninja Tune)
- 2005: Downtown Science (Ninja Tune)
- 2007: Uncle Tony’s Coloring Book (Ninja Tune)
- 2009: The Music Scene (Ninja Tune)
- 2012: Interludes After Midnight (Ninja Tune)
- 2014: Bells and Whistles (Eigenverlag)
- 2021: Space Werewolves Will Be the End of Us All (Future Archive Recordings)

### Illogic & Blockhead
- 2013: Preparing for Capture (EP; Man Bites Dog Records)
- 2013: Preparing for Capture 2 (EP; Man Bites Dog Records)
- 2013: Capture the Sun (Man Bites Dog Records)
- 2014: After Capture (EP; Man Bites Dog Records)

### Singles, EPs
- 2003: Insomniac Olympics (Ninja Tune)
- 2004: Sunday Seance/Jet Son (Ninja Tune)
- 2005: Expiration Date (Ninja Tune)
- 2006: Alright (Ninja Tune)
- 2025: It's Only A Midlife Crisis If Your Life Is Mid (Future Archive Recordings)